# Tanit d'or
El Tanit d'or (àrab: التانيت الذهبي, at-Tānīt aḏ-ḏahabī) és el gran premi del Festival de Cinema de Cartago, un festival que se celebra cada dos anys a Tunísia.
Rep el nom de la deessa de la lluna de la civilització cartaginesa, Tanit, i pren la forma del seu símbol, un triangle coronat per una línia horitzontal i un cercle.
El Tanit d'Or s'atorga en diverses categories:
- Millor treball del llargmetratge;
- Millor Treball de Curtmetratge;
- Millor primer llargmetratge (premi Tahar-Cheriaa);
- Millor llargmetratge Documental;
- Millor curtmetratge documental.

## Palmarès
| Sessió | Dates                              | Millor llargmetratge                                                                                                   |
| ------ | ---------------------------------- | --- |
| 1a     | 4- 11 de desembre de 1966          | La Noire de… d'Ousmane Sembène                                                                                         |
| 2a     | 13- 20 d'octubre de 1968           | No atorgat |
| 3a     | 11-18 d'octubre de 1970            | Conjunt de l'obra de Youssef Chahine a Al Ikhtiyar                                                                     |
| 4a     | 30 de setembre-8 d'octubre de 1972 | Al-makhdu'un de Tewfik Saleh · Sambizanga de Sarah Maldoror · Mon village, un village parmi d'autres de Taïeb Louhichi |
| 5a     | 26 d'octubre-2 de novembre 1974    | Les Bicots-nègres, vos voisins de Med Hondo () · Kafr kasem de Borhane Alaouié ( / )                                   |
| 6a     | 14-23 d'octubre 1976               | Les Ambassadeurs de Naceur Ktari ( / )                                                                                 |
| 7a     | 16-26 d'octubre 1978               | Mughamarat batal de Merzak Allouache ()                                                                                |
| 8a     | 15-23 de novembre 1980             | Aziza d'Abdellatif Ben Ammar ()                                                                                        |
| 9a     | 22-30 d'octubre 1982               | Finyè de Souleymane Cissé ()                                                                                           |
| 10a    | 12-21 d'octubre 1984               | Ahlam al-Madina de Mohamed Malas ()                                                                                    |
| 11a    | 14-25 d'octubre 1986               | Rih essed de Nouri Bouzid ()                                                                                           |
| 12a    | 21-29 d'octubre 1988               | Urs al-Jalil de Michel Khleifi ()                                                                                      |
| 13a    | 26 d'octubre-3 de novembre 1990    | Halfaouine asfour stah de Férid Boughedir ()                                                                           |
| 14a    | 2-10 d'octubre 1992                | Al-Lail de Mohamed Malas ()                                                                                            |
| 15a    | 12-19 de novembre 1994             | Samt el qusur de Moufida Tlatli ()                                                                                     |
| 16a    | 11-20 d'octubre 1996               | Salut cousin ! de Merzak Allouache ()                                                                                  |
| 17a    | 23-31 d'octubre 1998               | Vivre au paradis de Bourlem Guerdjou ()                                                                                |
| 18a    | 20-28 d'octubre 2000               | Dôlè de Imunga Ivanga ()                                                                                               |
| 19a    | 18-26 d'octubre 2002               | Le Prix du pardon de Mansour Sora Wade ()                                                                              |
| 20a    | 2-9 d'octubre 2004                 | À Casablanca, les anges ne volent pas de Mohamed Asli ()                                                               |
| 21a    | 11-18 de novembre 2006             | Making of de Nouri Bouzid ()                                                                                           |
| 22a    | 25 d'octubre- 1 de novembre 2008   | Teza de Hailé Gerima ()                                                                                                |
| 23a    | 23-31 d'octubre 2010               | Microphone d'Ahmad Abdalla ()                                                                                          |
| 24a    | 16-24 de novembre 2012             | La Pirogue de Moussa Touré ()                                                                                          |
| 25a    | 29 de novembre-6 de desembre 2014  | Omar de Hany Abu-Assad ()                                                                                              |
| 26a    | 21-28 de novembre 2015             | Jouk El Aamyin de Mohamed Mouftakir ()                                                                                 |
| 27a    | 28 d'octubre-5 de novembre 2016    | Zaineb takrahou ethelj de Kaouther Ben Hania ()                                                                        |
| 28a    | 4-11 de novembre 2017              | Comboio de Sal e Açúcar de Licínio Azevedo ()                                                                          |
| 29a    | 3-10 de novembre 2018              | Fatwa de Mahmoud Ben Mahmoud ()                                                                                        |
| 30a    | 26 d'octubre-2 de novembre 2019    | Noura rêve de Hinde Boujemaa ()                                                                                        |
| 31a    | 7-12 de novembre 2020              | No atorgat |
| 32a    | 30 d'octubre-6 de novembre 2021    | Feathers d'Omar El Zohairy ()                                                                                          |
| 33a    | 29 d'octubre-5 de novembre 2022    | Vuta N'Kuvute/Tug of War d'Amil Shivji ()                                                                              |